# Florin Spulber
Florin Spulber, född 23 maj 1970, är en rumänsk idrottsledare och tidigare backhoppare. Han blev senare Rumäniens landslagstränare , Som aktiv noterade han före detta rumänskt rekord i backhoppning, 118 meter.
Han deltog i Kontinentalcupen säsongen 1999/2000. Han medverkade också i tysk-österrikiska backhopparveckan 1997/1998, men misslyckades att kvalificera sig till huvudomgången. 1999 noterade han rumänskt rekord i K-110-backen med 118 meter i Borșa, Rumänien . Han blev rumänsk mästare i backhoppning sju gånger. 2001 blev han Rumäniens landslagstränare.